# Carmanor
Dans la mythologie grecque, Carmanor (en grec ancien (grc), Karmánōr) est un prêtre crétois connu pour avoir purifié le dieu Apollon quand ce dernier eut terrassé le serpent Python à Delphes. Il est le père de deux héros : Euboulos et Chrysothémis.

## Mythe antique

### La purification d'Apollon
Selon Pausanias le Périégète, auteur grec du IIe siècle, quand le dieu Apollon et sa sœur jumelle Artémis eurent terrassé le serpent Python sur le site du futur sanctuaire de Delphes, Apollon se rendit chez le prêtre Carmanor, à Tarrha en Crète, et ce dernier le purifia de la souillure liée au sang versé. Carmanor logea Apollon chez lui pour la nuit. Pendant la nuit, le dieu s'unit à Acacallis, qui, toujours selon Pausanias, met au monde deux fils, Phylacide et Philandros. 

### Descendance
Carmanor lui-même a deux fils : Euboulos et Chrysothémis. Euboulos a une fille, Carmé, qui s'unit à Zeus et en a une fille, Britomartis. Chrysothémis, lui, devient un aède réputé : lorsque pour la toute première fois une compétition a lieu à Delphes dans ce qui devient plus tard les Jeux pythiques, il remporte la première (et l'unique) épreuve, qui consiste à chanter un hymne à Apollon.
Il a également eu un enfant avec la déesse Déméter, une fille nommée Chrysothémis comme son frère, nom qui peut alors se référer aux attributs de la moisson dorée en tant que demi-déesse agricole, Chrysothémis étant la déesse de la « coutume dorée », un festival des moissons .

### Sources antiques
- Pausanias le Périégète, Description de la Grèce, II, 7, 7 ; II, 30, 3 et X, 7, 2.

### Ouvrages savants
- (en) Walter Burkert, The Orientalizing Revolution: Near Eastern Influence on Greek Culture in the Early Archaic Age, traduit de l'allemand à l'anglais par Walter Burkert, Margaret E. Pinder, Harvard University Press, 1995.  (ISBN 0-674-64364-X)
- (en) Arthur Bernard Cook, Zeus: A Study in Ancient Religion, Volume II: Zeus God of the Dark Sky (Thunder and Lightning), Part I: Text and Notes, Cambridge, Cambridge University Press, 1925. [lire en ligne]
- (en) William Smith, Dictionary of Greek and Roman Biography and Mythology, Londres, 1873, articles "Carmanor", "Chrysothemis", "Eubulus". [lire en ligne]